# Maria Luigia Velotti
Maria Luigia od Najświętszego Sakramentu (właściwie: Maria Luigia Velotti) (ur. 16 listopada 1826 w Soccavo, obecnie dzielnicy Neapolu, zm. 3 września 1886 w Casorii) – włoska zakonnica, założycielka Zgromadzenia Franciszkanek Adoratek Krzyża Świętego, błogosławiona Kościoła katolickiego. 

## Życiorys
Maria Luigia Velotti urodziła się jako córka Francesco Velottiego i Teresy Napoletano. Sakrament chrztu przyjęła w dniu swojego narodzenia. W wieku niecałych trzech lat zmarli jej rodzice. Wychowaniem Marii zajęła się jej ciotka Caterina, mieszkająca niedaleko Noli. Dziewczyna odebrała podstawowe wykształcenie u miejscowego księdza. Gdy Maria Luigia dorastała nastąpił wówczas wzrost pobożności, na co niechętnie patrzyła jej ciotka. Caterina zaczęła się znęcać nad nią. W końcu Maria Luigia została zaadoptowana przez ich sąsiadów, małżeństwo, które było bezdzietne. W wieku dorosłym postanowiła zostać tercjarką franciszkańską. Śluby zakonne przyjęła 2 lutego 1853 roku i przyjęła imię Maria Luigia od Najświętszego Sakramentu. Jej dotychczasowi opiekunowie pozwolili dalej jej mieszkać z nimi. W 1854 roku przeniosła się do klasztoru. Gdy w 1867 roku został on zamknięty, zaczęła tworzyć nowe zgromadzenie zakonne. W 1875 roku ona i jej współtowarzyszki zakupiły dom w Neapolu. W tymże roku powstało Zgromadzenie Franciszkanek Adoratek Krzyża Świętego. W 1884 roku zakonnice przeniosły się do Casorii. Dwa lata później Maria dostała paraliżu. Zmarła 3 września 1866 w klasztorze w Casorii. 

## Kult
21 stycznia 2016 roku papież Franciszek ogłosił dekret o heroiczności jej cnót. 12 grudnia 2019 tenże sam papież uznał cud za jej wstawiennictwem, co otworzyło drogę do beatyfikacji, którą zaplanowano na 16 maja 2020 roku. Z racji pandemii koronawirusa w zaplanowanym terminie się ona nie odbyła. Ostatecznie Maria Luigia Velotti została beatyfikowana 26 września 2020 roku w Neapolu, zaś beatyfikacji w imieniu papieża Franciszka przewodniczył kard. Crescenzio Sepe, arcybiskup metropolita Neapolu.